# Миладин Шеварлић (агроекономиста)
Миладин Шеварлић (Чачак, 12. јун 1949) српски је агроекономиста, редовни професор Пољопривредног факултета Универзитета у Београду.

## Биографија
Рођен је у Чачку од оца Милоша и мајке Милене, детињство је провео у Прељини. Завршио је гимназију у Чачку, а затим Пољопривредни факултет у Београду 1973. године. На истом факултету је магистрирао 1982. и докторирао 1989. године. Од 2001. је у звању редовног професора на Пољопривредном факултету где је шеф Катедре економике пољопривреде и тржишта. Хонорарно је предавао на више факултета у Србији и на подручју бивше Југославије, специјални је саветник у Економском институту у Београду.
Са 18 година и три месеца је постао најмлађи одборник у Скупштини града Београда. Био је председник Друштва аграрних економиста Србије и Савеза пољопривредних инжењера и техничара Србије. Члан је Одбора за село Српске академије наука и уметности.
Залаже се да Србија не прихвати увоз ГМО пре него што је приме у Европску унију.
Добитник је Вукове награде за 2012. годину.
Од 1974. је у браку са Мирославком са којом има синове Предрага и Бранка.
Дана 10. маја 2020. године испред Народне скупштине Републике Србије започео је штрајк глађу због наводне изјаве председника Александра Вучића у којој признаје Косово као независну државу. Шеварлић је сутрадан прекинуо штрајк.